# Ewiger Rat
Als Ewiger Rat bezeichneten sich vor der letzten entscheidenden Schlacht des Deutschen Bauernkrieges, der Schlacht bei Frankenhausen, die Führer des noch verbliebenen Bauernheers, das vorwiegend aus den Thüringer Bauernhaufen um Thomas Müntzer bestand und die sich Ewiger Bund Gottes nannten.

## Der „Ewige Rat“ in Mühlhausen
Dieser radikal-demokratische Ewige Rat wurde am 17. März 1525 in Mühlhausen, genau in der Marienkirche (Mühlhausen) gewählt, nachdem soziale Spannungen zu Aufständen geführt hatten. Dabei wurde tags zuvor der Stadtrat von Mühlhausen abgesetzt. Müntzer versuchte, die Bürger auf den „wahren Weg“ des Glaubens zu führen und nahm den Kampf gegen die altgläubige Geistlichkeit auf. Mit dem Ewigen Rat sollten die politischen und sozialen Forderungen durchgesetzt werden. Da aber wichtige Städte wie Eisenach, Nordhausen, Sangerhausen nicht eingebunden waren, konnten die Verteidiger in Frankenhausen der Übermacht der vereinigten Fürstenheere letztlich nicht viel entgegensetzen. Sie durchschauten die Politik der Fürsten nicht, die – mit Erfolg – auf die Spaltung der Gesamtheit des Bauernheeres ausgerichtet war. Damit war das Schicksal des Aufstands besiegelt. Nach der Niederlage von Frankenhausen fielen die nun isolierten Bauernhaufen nacheinander den fürstlichen Heeren zum Opfer.

## Der „Ewige Rat“ in Erfurt
Ab dem  5. Mai 1525 gab es auch in Erfurt einen „ewigen Rat“, was zunächst auch für den Rat zu Erfurt zu einem herben Rückschlag führte. Allerdings hier hatte der Rat, der sich als „Ewiger Rat“ bezeichnete, sich auf die Seite der Aufständischen gestellt gegen das kurmainzische Regiment und die Bauernhaufen in die Stadt gelassen, welche allerdings bereits vorher die Stadt verließen. Außerdem hatte er schon Ende April 1525 die geistlichen und mainzischen Güter eingezogen und deren Verwaltung übernommen. Durch Verhandlungsgeschick konnte der Erfurter Rat letztendlich ein für ihn relativ positives Ergebnis erreichen. Die Verhandlungen zogen sich bis 1530 hin und endeten mit dem Hammelburger Vertrag.

## Nachwirken in der Kunst
Wilhelm Otto Pitthan malte im Auftrag der Stadt Mühlhausen 1960 ein Gemälde unter dem Titel: Thomas Müntzer setzt den Ewigen Rat ein. Dieses befindet sich im Ratssaal des Rathauses von Mühlhausen.